# Autorretrato (Judith Leyster)
Autorretrato de Judith Leyster é uma pintura a óleo da Pintura do Século de Ouro dos Países Baixos, atualmente no acervo da Galeria Nacional de Arte em Washington, D.C. Foi oferecido em 1633 como obra-prima à Guilda de São Lucas de Haarlem.. Foi atribuído durante séculos a Frans Hals e só foi devidamente atribuído a Leyster após sua aquisição pelo museu em 1949. O estilo é de fato comparável ao de Hals, o retratista mais famoso de Haarlem.

## Descrição e Análise
Embora Leyster pareça bastante relaxada, a composição é, até certo ponto, uma confecção artificial. Ela está vestida com o que devem ter sido suas melhores roupas, as quais, na realidade, dificilmente teria se arriscado perto de tinta a óleo fresca. A figura que ela está pintando é emprestada de uma obra diferente e talvez nunca tenha sido pintada como uma única figura. Os críticos encontraram uma sensação de "proximidade barroca" nesta pintura. A artista e o observador estão muito próximos no espaço. Muitos dos elementos da pintura são encurtados para dar a impressão de estarem mais próximos e como se estivessem entrando no espaço do observador.
Realizado por volta de 1630, é amplamente considerado uma das obras-primas do retrato barroco holandês, e um exemplo singular de como uma mulher artista do século XVII soube manipular os códigos de representação social e profissional, afirmando sua identidade e competência num espaço majoritariamente masculino. Leyster se retrata de maneira notavelmente confiante e descontraída: sentada diante de seu cavalete, com pincel e paleta em mãos, ela se volta diretamente para o espectador, interrompendo momentaneamente o ato de pintar. O sorriso ligeiramente aberto e a expressão segura diferem dos retratos femininos convencionais da época, que geralmente exibiam compostura reservada e olhares desviados, sugerindo modéstia. Neste gesto, Leyster reivindica o duplo papel de autora e modelo, antecipando debates modernos sobre agência e autoimagem feminina.
O traje que Leyster escolhe retratar — um vestido de veludo preto de mangas largas, com gola e punhos de renda branca — é cuidadosamente calculado para dialogar tanto com os códigos da respeitabilidade burguesa quanto com a autovalidação como artista. A pintura que aparece em seu cavalete, um violinista jovial, alude ao gênero popular que lhe trouxe reconhecimento comercial, além de reforçar sua destreza técnica e a afinidade com os círculos artísticos contemporâneos, como o de Frans Hals, com quem sua obra muitas vezes foi comparada.
Ao representar-se não como musa, mas como criadora — e como alguém plenamente à vontade tanto no gesto de pintar quanto na autopromoção visual — Leyster desafia as normas que restringiam o espaço feminino na arte do século XVII. Esta tela não é apenas um retrato de si mesma, mas uma afirmação pública de seu status enquanto profissional autônoma, e um raro exemplo de autorrepresentação feminina que inscreve a artista em pé de igualdade com seus colegas homens no florescente mercado da pintura de Haarlem.